# Comerica Bank Challenger 2008
Il Comerica Bank Challenger 2008 è stato un torneo di tennis facente parte della categoria ATP Challenger Series nell'ambito dell'ATP Challenger Series 2008. Il torneo si è giocato a Aptos negli Stati Uniti dal 14 al 20 luglio 2008 su campi in cemento e aveva un montepremi di $75 000.

## Vincitori

### Singolare
Kevin Kim ha battuto in finale  Andrea Stoppini con il punteggio di 7–5 6–1

### Doppio
Noam Okun /  Amir Weintraub hanno battuto in finale  Todd Widom /  Michael Yani con il punteggio di 6–2 6–1